# Cú muỗi mào
Cú muỗi mào (danh pháp khoa học: Lyncornis macrotis) là một loài chim trong họ Caprimulgidae.
Đây là loài lớn nhất trong họ về chiều dài, chiều dài có thể dao động từ 31 đến 41 cm (12 đến 16 in). Chim trống nặng trung bình 131 g và con mái nặng trung bình 151 g, vì vậy đây là là loài nặng thứ hai trong gia đình sau chordeiles nacunda. 

## Phân bố
Loài này được tìm thấy ở Đông Nam Á với dân cư ở Tây Ghats và Sri Lanka, Bangladesh, Ấn Độ, Indonesia, Lào, Malaysia, Myanmar, Philippines, Thái Lan và Việt Nam. Môi trường sống tự nhiên của cú muỗi mào là rừng nhiệt đới vùng thấp nhiệt đới hoặc ẩm ướt.